# Tostedt
Tostedt est une commune allemande située en Basse-Saxe, dans l'arrondissement de Harburg.

## Géographie
La commune est située au nord-ouest de la lande de Lunebourg.

## Histoire
Tostedt a été mentionnée pour la première fois dans un document officiel en 1105.

## Jumelages
- Morlaàs (France) depuis 1989
- Lubaczów (Pologne) depuis 1992